# Always and Forever
Alien Ant Farm começou a escrever novo material e em julho de 2012 começou a gravar seu quinto álbum, Always and Forever , no Groovemaster Studios em Chicago em julho de 2012.  Em março de 2013 eles criaram um financiamento coletivo, usando PledgeMusic , para financiar o lançamento do álbum. O primeiro single de Always and Forever, "Let 'Em Know", foi lançado em maio de 2013.  Também no verão de 2013, Alien Ant Farm participou da "The Big Night Out Tour", abrindo para Hoobastank and Fuel.
O membro fundador e baixista Tye Zamora deixou o Alien Ant Farm em março de 2014 e foi substituído por Tim Peugh . Ao mesmo tempo, Michael Anaya se juntou como membro da banda em turnê, fornecendo vocais de apoio, percussão e teclados.
 Outro single, "Homage", foi lançado em setembro de 2014, seguido um mês depois pelo EP Phone Home. O álbum Always and Forever foi lançado em 24 de fevereiro de 2015.

## Lista de faixas
Todas as faixas escritas e compostas por Alien Ant Farm. 
| N.º | Título                     | Duração |  |
| 1.  | "Yellow Pages"             | 3:15    |  |
| 2.  | "Simpatico"                | 3:26    |  |
| 3.  | "Burning"                  | 3:13    |  |
| 4.  | "Let 'Em Know"             | 3:15    |  |
| 5.  | "Our Time"                 | 3:44    |  |
| 6.  | "Homage"                   | 4:11    |  |
| 7.  | "Sidelines"                | 3:43    |  |
| 8.  | "Little Things (Physical)" | 3:23    |  |
| 9.  | "Crazy Love"               | 3:42    |  |
| 10. | "American Pie"             | 3:52    |  |
| 11. | "Godlike"                  | 3:30    |  |
| 12. | "Better Weather"           | 3:58    |  |
| 13. | "Dirty Bomb"               | 3:55    |  |

## References
1. ↑  https://web.archive.org/web/20150924074520/http://www.pledgemusic.com/projects/alienantfarm/updates/18678 Em falta ou vazio |título= (ajuda)
2. ↑  https://www.pnj.com/story/entertainment/events/gopensacola/music/2014/08/28/music-matters-alien-ant-farm-online/14766341/ Em falta ou vazio |título= (ajuda)